# 久保田孝
久保田 孝（くぼた たかし、1942年7月12日 - ）は、日本の指揮者・作曲家・マンドリン教師。東京都小石川区（現文京区）出身。明治大学法学部、カールスルーエ音楽大学指揮科、ウィーン国立音楽大学指揮科卒業。

## 指揮者活動
明治大学卒業後、三石精一に師事。後1968年に西ドイツへ留学し、カールスルーエ音楽大学指揮科でアルトゥール・グリューバーに師事。
後1972年ウィーン国立音楽大学指揮科ハンス・スワロフスキーに師事。指揮者としての研鑽を積む。
帰国後、東京フィルハーモニー交響楽団、札幌交響楽団、群馬交響楽団、新星日本交響楽団、日本新交響楽団、ディベルティメント室内管弦楽団を指揮した。青少年音楽日本連合（JMJ）主催の青少年音楽祭では、ジュネス・ミュジカル・マンドリンオーケストラの指揮を1976年より以後7年間務めた。2002年では、ロシアのバラライカオーケストラ、オシポフ国立ロシア民族楽器オーケストラにて初の外国人指揮者として客演指揮を行った。

## マンドリン界での活動
明治大学では明治大学付属明治中学校入学より在籍した明治中学・高等学校マンドリン部を経て、明治大学マンドリン倶楽部に在籍し、マンドリンの研鑽を積む。大学卒業後は、編曲家佐伯亮の下でスタジオミュージシャンに従事するなどマンドリンやバラライカの奏者として活動した。
マンドリンオーケストラ曲の作曲活動は明治高等学校在学中より始まり、現在に至るまで数多くの曲を手掛け、マンドリン界で好評を博し日本全国各地のマンドリン楽団での演奏機会も多い。
1993年にマンドリンオーケストラ「クボタ・フィロマンドリーネン・オルケスター」を主宰創立。以後常任指揮・音楽監督を務める。
また、上智大学ソフィアマンドリーノ、明治高等学校・中学校マンドリン部、明治高校マンドリン部OB孝友会オーケストラ、山脇学園高等学校マンドリンクラブ、玉川聖学院ギターマンドリン部の音楽監督を務める他、音楽教室「KMA(Kubota Musik Akademie)」を主宰し、後進の指導に当っている。

## 作曲作品
- 序曲第1番 ハ短調
- セレナーデ ニ長調
- 序曲第2番 ト短調
- 組曲第1番 ロ短調
- 秋に寄せて
- （無題）
- 夜曲
- ユーモレスク
- 練習曲 ト短調
- ギターのための小品
- メヌエット
- セレナーデ
- ソナタイ短調
- 舞踊風組曲第1番
- 組曲第2番 イ短調
- 組曲第3番 ト短調
- 交響曲第1番 ト短調
- ピアノとマンドリンオーケストラのための幻想曲
- 交響曲第2番 ニ短調
- 祝典のための序曲
- 舞踊風組曲第2番
- 幻想曲第1番 イ短調
- 交響曲第3番 ホ短調
- 幻想曲第2番 ホ短調
- 舞踊風組曲第3番
- 幻想曲第3番 ニ短調
- 奇想曲「イタリア」
- イセアーナ
- 詩的幻想曲「過去への祈り」
- ワルツ フォー ミー
- 舞踊風組曲第4番